# Morti il 29 gennaio
| Questa pagina contiene informazioni ricavate automaticamente dalle voci biografiche con l'ausilio del template Bio e di un bot. L'aggiornamento è periodico e automatico e ricostruisce completamente la pagina. Se manca una persona in questa lista, sei pregato di non aggiungerla, ma accertati piuttosto che la sua voce biografica contenga il template Bio e che i dati anagrafici siano correttamente compilati. Se il template Bio manca, inseriscilo tu stesso o, in alternativa, metti l'avviso {{tmp\|Bio}} che ne segnala la mancanza. Se i dati riportati sono sbagliati, correggi direttamente la voce biografica; le modifiche saranno visibili in questa lista entro pochi giorni. Per chiarimenti vedi il progetto biografie. La lista contiene solo le 553 persone che sono citate nell'enciclopedia e per le quali è stato implementato correttamente il template Bio. Pagina aggiornata al 17 ago 2025. |

## VI secolo(1)
- 570 - Gildas, abate e storico britanno

## VII secolo(1)
- 661 - ʿAlī ibn ʾAbī Ṭālib, califfo (n. 599)

## VIII secolo(1)
- 757 - An Lushan, generale cinese

## IX secolo(1)
- 842 - Teofilo, imperatore bizantino (n. 813)

## XII secolo(4)
- 1119 - Papa Gelasio II, papa, cardinale e santo italiano
- 1129 - Minamoto no Toshiyori, poeta giapponese (n. 1055)
- 1152 - Ermanno II di Winzenburg, nobile tedesco
- 1180 - Sobeslao II di Boemia, sovrano boemo

## XIII secolo(1)
- 1266 - Paganino della Torre, nobile italiano

## XIV secolo(4)
- 1327 - Adolfo del Palatinato, nobile (n. 1300)
- 1333 - Tiberio della Torre, vescovo cattolico italiano
- 1356 - Guglielmo da Cremona, vescovo cattolico italiano (n. 1270)
- 1360 - Villana delle Botti, religiosa italiana (n. 1332)

## XV secolo(3)
- 1430 - Andrej Rublëv, pittore russo (n. 1360)
- 1465 - Ludovico di Savoia, duca (n. 1413)
- 1477 - Gregorio di Sanok, arcivescovo cattolico polacco

## XVI secolo(7)
- 1513 - Giovanni Raimondo Folch IV de Cardona, generale spagnolo (n. 1446)
- 1522 - Wolfgang I di Oettingen, conte (n. 1455)
- 1529 - Andrea Matteo III Acquaviva, condottiero italiano (n. 1458)
- 1529 - Francisco de Cabrera y Bobadilla, vescovo cattolico spagnolo
- 1534 - Christoph von Werdenberg-Heiligenberg, nobile tedesco (n. 1480)
- 1543 - Nagao Tamekage, militare giapponese
- 1592 - Orazio Sanminiato, arcivescovo cattolico italiano

## XVII secolo(20)
- 1601 - Luisa di Lorena-Vaudémont, regina (n. 1553)
- 1608 - Hugo Blotius, giurista e bibliotecario olandese (n. 1534)
- 1608 - Federico I di Württemberg, duca (n. 1557)
- 1614 - Honjō Shigenaga, militare giapponese (n. 1540)
- 1628 - Filippo Ernesto di Hohenlohe-Langenburg, conte (n. 1584)
- 1632 - Jan Porcellis, pittore olandese
- 1639 - Antonio Álvarez de Toledo y Beaumont, politico spagnolo (n. 1568)
- 1647 - Francis Meres, scrittore inglese (n. 1565)
- 1651 - Diego de Colmenares, storico e biografo spagnolo (n. 1586)
- 1657 - Agostino Lampugnani, religioso e scrittore italiano (n. 1586)
- 1661 - Bartolomeo Gennari, pittore italiano (n. 1594)
- 1678 - Giulio Carpioni, pittore e incisore italiano (n. 1613)
- 1678 - Jerónimo Lobo, gesuita portoghese (n. 1593)
- 1679 - Carlo Ceresa, pittore italiano (n. 1609)
- 1688 - Carlo Pallavicino, compositore italiano (n. 1630)
- 1690 - Alberico II Cybo-Malaspina, sovrano italiano (n. 1607)
- 1691 - Asai Ryōi, scrittore giapponese (n. 1612)
- 1691 - François de Rouxel de Médavy, arcivescovo cattolico francese (n. 1604)
- 1692 - Carlotta Savelli, nobildonna italiana (n. 1608)
- 1695 - Paul Hermann, botanico e medico tedesco (n. 1646)

## XVIII secolo(26)
- 1717 - Domenico Aulisio, giurista e filologo italiano (n. 1639)
- 1718 - Diacinto Cestoni, naturalista italiano (n. 1637)
- 1722 - Carl Gustav Rehnskiöld, generale svedese (n. 1651)
- 1725 - Louis d'Aubusson de la Feuillade, generale francese (n. 1673)
- 1730 - George Naylor, avvocato e politico inglese (n. 1670)
- 1737 - George Hamilton, I conte di Orkney, nobile e ufficiale scozzese (n. 1666)
- 1740 - Richard Lumley, II conte di Scarbrough, politico inglese (n. 1686)
- 1743 - André-Hercule de Fleury, cardinale, vescovo cattolico e politico francese (n. 1653)
- 1743 - Bruno Tozzi, religioso, botanico e micologo italiano (n. 1656)
- 1749 - Donato Creti, pittore italiano (n. 1671)
- 1751 - Giuseppe Amico di Castell'Alfero, militare italiano (n. 1673)
- 1751 - Martin Knutzen, filosofo tedesco (n. 1713)
- 1751 - Jacob van Schuppen, pittore francese (n. 1670)
- 1754 - John Drummond, II conte di Melfort, nobile scozzese (n. 1682)
- 1761 - Abdul Jalil Muazzam Shah di Johor, sovrano malese (n. 1738)
- 1763 - Johan Ludvig Holstein-Ledreborg, politico danese (n. 1694)
- 1763 - Louis Racine, poeta e traduttore francese (n. 1692)
- 1768 - John Martyn, botanico inglese (n. 1699)
- 1769 - Gottfried Prehauser, attore teatrale e commediografo austriaco (n. 1699)
- 1770 - Ahmad Riayat Shah di Johor, sovrano malese (n. 1752)
- 1771 - Edmond Jean François Barbier, giurista e scrittore francese (n. 1689)
- 1771 - Charles Green, astronomo britannico (n. 1734)
- 1789 - Giovanni Francesco Pagnini, economista e storico italiano (n. 1714)
- 1794 - Domenico Provenzani, pittore italiano (n. 1736)
- 1795 - Ferdinand Maria von Lobkowicz, nobile e vescovo cattolico boemo (n. 1726)
- 1796 - Bernardino da Ucria, botanico italiano (n. 1739)

## XIX secolo(82)
- 1803 - La Clairon, attrice teatrale francese (n. 1723)
- 1803 - Andrea Antonio Silverio Minucci, arcivescovo cattolico italiano (n. 1724)
- 1809 - John Meares, navigatore e esploratore britannico
- 1809 - Luigi Antonio Sabbatini, francescano e compositore italiano (n. 1732)
- 1810 - Pierre Cacault, pittore e collezionista d'arte francese (n. 1744)
- 1810 - Pedro Domingo Murillo, politico peruviano (n. 1757)
- 1812 - Orazio Ronchi, fantino italiano (n. 1756)
- 1816 - Jean-Charles Monnier, generale francese (n. 1758)
- 1816 - Elizabeth Waldegrave, nobildonna britannica (n. 1760)
- 1817 - Enrico XIII di Reuss-Greiz, principe (n. 1747)
- 1817 - George Spencer, IV duca di Marlborough, nobile, politico e militare inglese (n. 1739)
- 1817 - Franz de Paula Triesnecker, astronomo austriaco (n. 1745)
- 1820 - Giorgio III del Regno Unito, sovrano inglese (n. 1738)
- 1824 - Luisa di Stolberg-Gedern, nobile tedesca (n. 1752)
- 1828 - Joseph Léopold Sigisbert Hugo, generale e scrittore francese (n. 1773)
- 1828 - Ambrose Maréchal, religioso e arcivescovo cattolico francese (n. 1768)
- 1829 - Paul Barras, politico, generale e rivoluzionario francese (n. 1755)
- 1829 - Pierre-Ferdinand de Bausset-Roquefort, arcivescovo cattolico francese (n. 1757)
- 1829 - Giuseppe Lucchini, architetto svizzero (n. 1756)
- 1829 - Timothy Pickering, politico statunitense (n. 1745)
- 1832 - Bonaventura Gazola, cardinale e vescovo cattolico italiano (n. 1744)
- 1833 - Carlo Brioschi, astronomo e geodeta italiano (n. 1781)
- 1833 - Janez Krstnik Novak, compositore sloveno (n. 1756)
- 1833 - Giovanni Maironi da Ponte, scienziato e scrittore italiano (n. 1748)
- 1834 - Alessandro Ricci, medico, disegnatore e esploratore italiano (n. 1792)
- 1834 - Johann Gaudenz von Salis-Seewis, poeta, scrittore e librettista svizzero (n. 1762)
- 1839 - Elizabeth Sutherland, XIX contessa di Sutherland, nobildonna scozzese (n. 1765)
- 1842 - Pierre Cambronne, generale francese (n. 1770)
- 1842 - William Vane, I duca di Cleveland, nobile e politico inglese (n. 1766)
- 1843 - Giuseppe Buzzi Leone, scultore italiano (n. 1812)
- 1844 - Ernesto I di Sassonia-Coburgo-Gotha, duca (n. 1784)
- 1844 - Filippo Giudice Caracciolo, cardinale e arcivescovo cattolico italiano (n. 1785)
- 1844 - Luisa Carlotta di Borbone-Due Sicilie, principessa (n. 1804)
- 1848 - Johann Joseph von Görres, scrittore, storico e pubblicista tedesco (n. 1776)
- 1850 - Pietro Holl, architetto italiano (n. 1780)
- 1850 - Luigi Sabatelli, pittore e incisore italiano (n. 1772)
- 1853 - Luigi Guglielmi, vescovo cattolico italiano (n. 1805)
- 1854 - Francesco Carrara, archeologo dalmata (n. 1812)
- 1858 - Konstantin Konstantinovič Benckendorff, generale e diplomatico russo (n. 1816)
- 1859 - William Cranch Bond, astronomo statunitense (n. 1789)
- 1859 - William H. Prescott, storico statunitense (n. 1796)
- 1860 - Ernst Moritz Arndt, scrittore e poeta tedesco (n. 1769)
- 1860 - Stefania di Beauharnais, sovrana tedesca (n. 1789)
- 1860 - Henry Dilworth Gilpin, politico statunitense (n. 1801)
- 1862 - Johann Baptist Friedreich, psichiatra e medico tedesco (n. 1796)
- 1863 - Archibald Mosman, imprenditore scozzese (n. 1799)
- 1864 - Niccola Monti, pittore italiano (n. 1781)
- 1865 - Leonardo Dorotea, patriota, medico e naturalista italiano (n. 1797)
- 1871 - Charles-Alexis Chauvet, organista e compositore francese (n. 1837)
- 1871 - Giuseppe Gnecco, patriota e militare italiano (n. 1824)
- 1872 - Edwin Atherstone, poeta e drammaturgo britannico (n. 1788)
- 1872 - Peter Eskilsson, pittore e fotografo svedese (n. 1820)
- 1875 - Girolamo Sagarriga Visconti-Volpi, politico italiano (n. 1810)
- 1876 - Federigo De Larderel, politico italiano (n. 1815)
- 1878 - Francesco Antonio Mazziotti, patriota e politico italiano (n. 1811)
- 1880 - Pietro Giovanni Delprato, veterinario, patologo e igienista italiano (n. 1815)
- 1881 - Vincenzo Pignatelli, VIII principe di Strongoli, imprenditore, nobile e politico italiano (n. 1808)
- 1882 - Alfred von Henikstein, generale austriaco (n. 1810)
- 1882 - Alexander Lyman Holley, ingegnere statunitense (n. 1832)
- 1883 - Joseph Édouard de La Motte-Rouge, generale francese (n. 1804)
- 1885 - Jean-Charles Abbatucci, politico francese (n. 1816)
- 1886 - Bernardino Branca, imprenditore italiano (n. 1802)
- 1888 - Edward Lear, scrittore e illustratore inglese (n. 1812)
- 1889 - Luigi Caracciolo, politico e militare italiano (n. 1826)
- 1889 - Giuseppe Meneghini, naturalista e politico italiano (n. 1811)
- 1889 - Amy Post, attivista statunitense (n. 1802)
- 1890 - William Gull, medico britannico (n. 1816)
- 1890 - Melchior Neumayr, geologo e paleontologo austriaco (n. 1845)
- 1890 - Eduard Georg von Wahl, chirurgo tedesco (n. 1833)
- 1891 - William Windom, politico statunitense (n. 1827)
- 1892 - Luisa Recalchi Grillenzoni, educatrice italiana (n. 1814)
- 1893 - George Dillon, presbitero, teologo e saggista irlandese (n. 1836)
- 1893 - Margherita di Borbone-Parma, nobile italiana (n. 1847)
- 1895 - Charles Frédéric Girard, biologo francese (n. 1822)
- 1896 - Takhtsinhji, principe indiano (n. 1858)
- 1897 - Friedrich von Martini, ingegnere e inventore svizzero (n. 1833)
- 1899 - Salvatore Giovanni Battista Bolognesi, vescovo cattolico italiano (n. 1814)
- 1899 - Aleksej Andreevič Chovanskij, filologo e linguista russo (n. 1814)
- 1899 - Napoleone Nani, pittore italiano (n. 1841)
- 1899 - Giacinto Rossi, vescovo cattolico e teologo italiano (n. 1826)
- 1899 - Alfred Sisley, pittore inglese (n. 1839)
- 1900 - Charles Franklin Dunbar, economista statunitense (n. 1830)

## XX secolo(256)
- 1901 - Julius Zeyer, poeta, drammaturgo e scrittore ceco (n. 1841)
- 1902 - Ján Čipka, avvocato, imprenditore e attivista slovacco (n. 1823)
- 1902 - Augusto Righi, politico italiano (n. 1831)
- 1903 - Carlo Ghirlanda Silva, patriota italiano (n. 1825)
- 1905 - Diego Angioletti, generale e politico italiano (n. 1822)
- 1905 - Filip Hristić, politico e diplomatico serbo (n. 1819)
- 1906 - Cristiano IX di Danimarca, re danese (n. 1818)
- 1907 - Ferenc Storno, architetto e restauratore ungherese (n. 1821)
- 1909 - Felice Beato, fotografo italiano
- 1910 - Domenico Cariolato, militare italiano (n. 1835)
- 1910 - Édouard Rod, scrittore svizzero (n. 1857)
- 1911 - Francesco Albera, scultore italiano (n. 1854)
- 1911 - Adolf von Kröner, editore tedesco (n. 1836)
- 1912 - Herman Bang, scrittore danese (n. 1857)
- 1912 - Alexander Duff, I duca di Fife, nobile britannico (n. 1849)
- 1912 - Anna LoPizzo, sindacalista italiana (n. 1878)
- 1912 - Bronisław Markiewicz, religioso e presbitero polacco (n. 1842)
- 1913 - Édouard Debat-Ponsan, pittore francese (n. 1847)
- 1913 - Hermann Traube, mineralogista tedesco (n. 1860)
- 1917 - Evelyn Baring, I conte di Cromer, ufficiale e politico britannico (n. 1841)
- 1919 - Ermete Novelli, attore italiano (n. 1851)
- 1920 - Emine Sultan, principessa ottomana (n. 1874)
- 1921 - Antonio Duarte Gomes Leal, poeta portoghese (n. 1848)
- 1923 - Elihu Vedder, pittore e poeta statunitense (n. 1836)
- 1924 - Jacobus Johannes Hartman, filologo e poeta olandese (n. 1851)
- 1925 - Sabin Woolworth Colton, imprenditore statunitense (n. 1847)
- 1926 - Ángeles López de Ayala, scrittrice, giornalista e attivista spagnola (n. 1856)
- 1927 - Andrea Caron, arcivescovo cattolico italiano (n. 1848)
- 1928 - Douglas Haig, generale e nobile britannico (n. 1861)
- 1929 - Ogden Mills, imprenditore statunitense (n. 1856)
- 1929 - George Roux, artista e illustratore francese (n. 1853)
- 1929 - Paul Gerson Unna, dermatologo tedesco (n. 1850)
- 1929 - Louise Weber, ballerina francese (n. 1866)
- 1930 - Giuseppe Garibotti, politico e giornalista italiano (n. 1865)
- 1930 - Carlo Salvioli, scacchista e notaio italiano (n. 1848)
- 1930 - Elisabetta Francesca d'Asburgo-Lorena, nobile (n. 1892)
- 1931 - Edward Elhanan Berry, imprenditore e diplomatico britannico (n. 1861)
- 1931 - Fabien-Antoine Eestermans, vescovo cattolico belga (n. 1858)
- 1931 - Archibald Robertson, vescovo anglicano e teologo britannico (n. 1853)
- 1932 - Pierre Carrier-Belleuse, pittore francese (n. 1851)
- 1932 - Gaele Covelli, pittore italiano (n. 1872)
- 1933 - Sara Teasdale, poetessa statunitense (n. 1884)
- 1933 - Carl von Bergen, pittore tedesco (n. 1853)
- 1934 - Fritz Haber, chimico tedesco (n. 1868)
- 1934 - Antonio Sabellico, basso italiano (n. 1858)
- 1934 - Dukinfield Henry Scott, botanico britannico (n. 1854)
- 1934 - Branimir Ćosić, scrittore serbo (n. 1903)
- 1935 - Karl Budde, teologo, biblista e traduttore tedesco (n. 1850)
- 1935 - Carlo Nasi, nobile, velista e calciatore italiano (n. 1877)
- 1935 - Cesare Zonca, scultore italiano (n. 1857)
- 1935 - Nibha Nobhadol del Siam, principessa thailandese (n. 1886)
- 1936 - Rose Dione, attrice francese (n. 1875)
- 1937 - Marc-Aurèle de Foy Suzor-Coté, pittore e scultore canadese (n. 1869)
- 1938 - Andrej Vasil'evič Martynov, paleontologo e entomologo russo (n. 1879)
- 1938 - Alessandro Mazzucotelli, artista italiano (n. 1865)
- 1938 - Armando Palacio Valdés, scrittore e critico letterario spagnolo (n. 1853)
- 1938 - Carl Venth, compositore, violinista e direttore d'orchestra tedesco (n. 1860)
- 1938 - Gérard Freebairn Vultee, ingegnere statunitense (n. 1900)
- 1939 - Antonín Klír, ingegnere e compositore di scacchi ceco (n. 1864)
- 1940 - Nedo Nadi, schermidore, maestro di scherma e dirigente sportivo italiano (n. 1894)
- 1940 - Adam Zamenhof, medico e esperantista polacco (n. 1888)
- 1940 - Pietro d'Orléans-Braganza, principe brasiliano (n. 1875)
- 1941 - Alessandro Albicini, politico italiano (n. 1862)
- 1941 - Aldo Alessandri, militare italiano (n. 1912)
- 1941 - Mario Bonini, militare italiano (n. 1910)
- 1941 - Franz Gürtner, politico tedesco (n. 1881)
- 1941 - Matt McGrath, martellista e tiratore di fune statunitense (n. 1875)
- 1941 - Ioannis Metaxas, generale e politico greco (n. 1871)
- 1942 - Viktor Esbensen, navigatore e esploratore norvegese (n. 1881)
- 1943 - Henriette Caillaux, assassina francese (n. 1874)
- 1943 - Geoffrey Taylour, IV marchese di Headfort, politico e ufficiale irlandese (n. 1878)
- 1943 - Vladimir Nikolaevič Kokovcov, politico russo (n. 1853)
- 1943 - Tat'jana Iosifovna Markus, partigiana sovietica (n. 1921)
- 1943 - Alessandro Mattioli Pasqualini, politico, diplomatico e nobile italiano (n. 1863)
- 1944 - Oberdan Chiesa, antifascista italiano (n. 1911)
- 1944 - William Allen White, curatore editoriale, scrittore e politico statunitense (n. 1868)
- 1945 - Giuseppe Baldi, calciatore italiano (n. 1905)
- 1945 - Gustav Flatow, ginnasta tedesco (n. 1875)
- 1945 - Edgardo Fogli, partigiano italiano (n. 1901)
- 1945 - Andrea Schivo, poliziotto italiano (n. 1895)
- 1946 - John Costello, attore statunitense (n. 1878)
- 1946 - Harry Hopkins, politico statunitense (n. 1890)
- 1946 - Sidney Jones, direttore d'orchestra e compositore inglese (n. 1861)
- 1946 - Bolesława Lament, religiosa polacca (n. 1862)
- 1946 - Fritz-Georg von Rappard, generale tedesco (n. 1892)
- 1947 - Pearl Argyle, ballerina e attrice sudafricana (n. 1910)
- 1947 - Vladimir Laš, calciatore russo (n. 1895)
- 1947 - Camillo Ruggera, militare austro-ungarico (n. 1885)
- 1948 - Aimone di Savoia-Aosta, militare e ammiraglio italiano (n. 1900)
- 1948 - Giacomo Appiotti, generale e politico italiano (n. 1873)
- 1949 - Jarvis Kenrick, calciatore inglese (n. 1852)
- 1949 - Jakub Karol Parnas, biochimico polacco (n. 1884)
- 1950 - Giuseppe Piantoni, direttore di banda e compositore italiano (n. 1890)
- 1950 - Ahmad I al-Jabir Al Sabah, sovrano kuwaitiano (n. 1885)
- 1951 - James Bridie, scrittore e drammaturgo scozzese (n. 1888)
- 1952 - Nicola Lombardi, avvocato, politico e giornalista italiano (n. 1870)
- 1953 - Reginald Wingate, generale britannico (n. 1861)
- 1954 - Walter Conrad Arensberg, collezionista d'arte, critico d'arte e poeta statunitense (n. 1878)
- 1954 - George Cattanach, giocatore di lacrosse canadese (n. 1878)
- 1954 - Abraham Oyanedel, giurista, politico e avvocato cileno (n. 1874)
- 1955 - Arciero Bernini, fisico italiano (n. 1876)
- 1955 - Ernesto García, politico messicano (n. 1884)
- 1955 - Hans Hedtoft, politico danese (n. 1903)
- 1956 - Pietro Bragaglia, ginnasta italiano (n. 1878)
- 1956 - Ciro Galvani, attore italiano (n. 1867)
- 1956 - Henry Louis Mencken, giornalista e saggista statunitense (n. 1880)
- 1957 - Felice Lovera, politico italiano (n. 1901)
- 1958 - Alberto Banfi, militare italiano (n. 1903)
- 1958 - Ludovico Sicignano, politico e avvocato italiano (n. 1890)
- 1958 - Robert Whytlaw-Gray, chimico britannico (n. 1877)
- 1960 - Mack Harrell, cantante lirico, baritono e docente statunitense (n. 1909)
- 1960 - Louis Jean Heydt, attore statunitense (n. 1903)
- 1960 - Arrigo Serpieri, economista, politico e agronomo italiano (n. 1877)
- 1961 - Francesco De Nicola, pittore e scultore italiano (n. 1882)
- 1962 - Louis Gernet, filologo, giurista e storico francese (n. 1882)
- 1962 - Fritz Kreisler, violinista e compositore austriaco (n. 1875)
- 1962 - Rolando Ricci, militare e aviatore italiano (n. 1913)
- 1963 - Adriano Belli, avvocato, musicologo e critico musicale italiano (n. 1877)
- 1963 - Robert Frost, poeta e drammaturgo statunitense (n. 1874)
- 1963 - Giorgio Marzola, politico italiano (n. 1899)
- 1963 - Julien Du Rhéart, calciatore francese (n. 1885)
- 1964 - Alan Ladd, attore statunitense (n. 1913)
- 1965 - Salvatore Cafiero, attore teatrale, commediografo e comico italiano (n. 1882)
- 1965 - Gladys Vanderbilt Széchenyi, statunitense (n. 1886)
- 1966 - Fernande Olivier, modella e scrittrice francese (n. 1881)
- 1966 - Hartley Power, attore statunitense (n. 1894)
- 1967 - Leonhard Seppala, norvegese (n. 1877)
- 1967 - George Stuart Robertson, tennista, discobolo e martellista britannico (n. 1872)
- 1968 - Mario Carlesi, scultore italiano (n. 1890)
- 1968 - Nicola Cassese, allenatore di calcio e calciatore italiano (n. 1900)
- 1968 - Tsuguharu Foujita, pittore giapponese (n. 1886)
- 1968 - Ignazio Gabriele I Tappouni, cardinale e patriarca cattolico iracheno (n. 1879)
- 1968 - Donald deAvila Jackson, psichiatra statunitense (n. 1920)
- 1968 - Hermann Niebuhr, allenatore di pallacanestro e dirigente sportivo tedesco (n. 1904)
- 1969 - Allen Welsh Dulles, diplomatico, agente segreto e avvocato statunitense (n. 1893)
- 1969 - Dolly King, cestista e allenatore di pallacanestro statunitense (n. 1916)
- 1969 - Edoardo Severgnini, pistard e ciclista su strada italiano (n. 1904)
- 1969 - Max Weinreich, linguista russo (n. 1894)
- 1969 - Oreste Zaccagna, lunghista, triplista e calciatore italiano
- 1970 - Thelma Furness, attrice statunitense (n. 1904)
- 1970 - Hans Christian Herlak, hockeista su prato danese (n. 1881)
- 1970 - Basil Liddell Hart, storico, militare e giornalista britannico (n. 1895)
- 1970 - Gérard Muselli, militare e aviatore francese (n. 1919)
- 1970 - Adelchi Serena, politico italiano (n. 1895)
- 1970 - Marie-Laure de Noailles, mecenate e artista francese (n. 1902)
- 1971 - Arnaldo Feraboli, politico italiano (n. 1888)
- 1971 - Tony Murena, fisarmonicista e compositore francese (n. 1915)
- 1971 - Karl Pfeffer-Wildenbruch, generale e poliziotto tedesco (n. 1888)
- 1972 - Giuseppe Filippini, politico e antifascista italiano (n. 1879)
- 1972 - Margherita Grandi, soprano italiana (n. 1892)
- 1972 - Gino Morici, pittore, decoratore e scenografo italiano (n. 1901)
- 1973 - Egidio Luigi Lanzo, vescovo cattolico italiano (n. 1885)
- 1973 - Ludwig Stössel, attore austriaco (n. 1883)
- 1974 - Anatolij Alekseev, generale e aviatore sovietico (n. 1902)
- 1974 - Benjamin Steinberg, violinista e direttore d'orchestra statunitense (n. 1915)
- 1975 - Edoardo Battaglia, politico e avvocato italiano (n. 1909)
- 1975 - Edgar Aristide Maranta, missionario e arcivescovo cattolico svizzero (n. 1897)
- 1975 - Mary Arnold Prentiss, tennista statunitense (n. 1916)
- 1976 - Augusto Bergamino, calciatore italiano (n. 1898)
- 1976 - Veikko Huhtanen, ginnasta finlandese (n. 1919)
- 1977 - Bob Brown, fumettista statunitense (n. 1915)
- 1977 - Eugenio Bussa, presbitero italiano (n. 1904)
- 1977 - José Naya, calciatore uruguaiano (n. 1896)
- 1977 - Freddie Prinze, comico e attore statunitense (n. 1954)
- 1978 - Anatolij Emel'janovič Golubov, generale e aviatore sovietico (n. 1908)
- 1978 - Tim McCoy, generale e attore statunitense (n. 1891)
- 1978 - Ward Moore, scrittore di fantascienza statunitense (n. 1903)
- 1979 - Emilio Alessandrini, magistrato italiano (n. 1942)
- 1979 - Marcel Baril, sollevatore francese (n. 1905)
- 1979 - Reginald John Delargey, cardinale neozelandese (n. 1914)
- 1979 - Yusuke Hagihara, astronomo giapponese (n. 1897)
- 1980 - Jimmy Durante, cantante, pianista e attore statunitense (n. 1893)
- 1980 - Ildefonso Sañudo, calciatore spagnolo (n. 1912)
- 1980 - Attilio Spozio, politico italiano (n. 1927)
- 1981 - Nazareno Fonticoli, stilista italiano (n. 1906)
- 1982 - Félix Labisse, pittore francese (n. 1905)
- 1982 - Ugo Mursia, editore italiano (n. 1916)
- 1982 - Hironori Ōtsuka, maestro di karate giapponese (n. 1892)
- 1982 - Palden Thondup Namgyal, indiano (n. 1923)
- 1983 - Vincenzo Casillo, mafioso italiano (n. 1942)
- 1983 - Rodolfo Margaria, fisiologo italiano (n. 1901)
- 1984 - Frances Goodrich, sceneggiatrice statunitense (n. 1890)
- 1984 - Ingvald Smith-Kielland, militare, diplomatico e dirigente sportivo norvegese (n. 1890)
- 1984 - Orfeo Mazzitelli, aviatore e militare italiano (n. 1915)
- 1985 - Ernest Chambers, pistard britannico (n. 1907)
- 1985 - Giorgio Stoppa, politico, medico e partigiano italiano (n. 1912)
- 1985 - František Tyrpekl, calciatore cecoslovacco (n. 1905)
- 1986 - Leif Erickson, attore statunitense (n. 1911)
- 1986 - Edmond Leveugle, calciatore francese (n. 1904)
- 1986 - Manfred Metzger, velista svizzero (n. 1905)
- 1986 - Ulrich Tuchel, ingegnere e imprenditore tedesco (n. 1904)
- 1987 - Renato Barneschi, scrittore e giornalista italiano (n. 1928)
- 1987 - Carlo Cassola, scrittore, saggista e partigiano italiano (n. 1917)
- 1987 - Emvin Cremona, artista maltese (n. 1919)
- 1987 - Giuseppe Carlo Ferrari, calciatore e allenatore di calcio italiano (n. 1910)
- 1987 - Jan Hartong, compositore di scacchi olandese (n. 1902)
- 1987 - Vincent Impellitteri, politico italiano (n. 1900)
- 1987 - Gerhard Klopfer, poliziotto tedesco (n. 1905)
- 1987 - Pilar di Baviera, principessa tedesca (n. 1891)
- 1987 - Cosimo Luigi Miccoli, militare italiano (n. 1959)
- 1987 - Hiroaki Zakoji, compositore giapponese (n. 1958)
- 1988 - Giulio Bellini, politico italiano (n. 1926)
- 1988 - Seth Neddermeyer, fisico statunitense (n. 1907)
- 1989 - Federico Cantú Garza, pittore messicano (n. 1907)
- 1989 - Morton DaCosta, regista, sceneggiatore e attore statunitense (n. 1914)
- 1989 - Louis Fonteneau, dirigente sportivo francese (n. 1907)
- 1989 - Otello Guidi, italiano (n. 1907)
- 1989 - Elizabeth Knowlton, alpinista e scrittrice statunitense (n. 1895)
- 1989 - Franz Riegler, calciatore austriaco (n. 1915)
- 1990 - Irma Brandeis, critica letteraria e italianista statunitense (n. 1905)
- 1990 - Ren Zhuoxuan, politico, giornalista e attivista cinese (n. 1896)
- 1991 - Yasushi Inoue, scrittore giapponese (n. 1907)
- 1991 - Luigi Efisio Marras, generale italiano (n. 1888)
- 1992 - Shlomo Ben Zeev, cestista israeliano (n. 1941)
- 1992 - Gino Corradini, calciatore, allenatore di calcio e dirigente sportivo italiano (n. 1929)
- 1992 - Willie Dixon, contrabbassista statunitense (n. 1915)
- 1992 - Jean-Louis Jeanmaire, militare e insegnante svizzero (n. 1910)
- 1992 - Emilio Marchesini, attore e doppiatore italiano (n. 1930)
- 1993 - Franco Ferri, partigiano e politico italiano (n. 1922)
- 1993 - Gustav Hasford, militare e scrittore statunitense (n. 1947)
- 1993 - Lars Larsson, siepista svedese (n. 1911)
- 1993 - Michel Renault, ballerino francese (n. 1927)
- 1993 - Giuseppe Testi, pittore italiano (n. 1910)
- 1994 - Nick Cravat, attore e stuntman statunitense (n. 1912)
- 1994 - Evgenij Pavlovič Leonov, attore sovietico (n. 1926)
- 1994 - Ulrike Maier, sciatrice alpina austriaca (n. 1967)
- 1995 - Dickie Burnell, canottiere britannico (n. 1917)
- 1995 - Alfredo Méndez González, vescovo cattolico statunitense (n. 1907)
- 1995 - Maria Tedeschi, attrice italiana (n. 1904)
- 1996 - Age Bassi, giornalista e scrittore italiano (n. 1924)
- 1996 - Désiré Bourgeois, calciatore belga (n. 1908)
- 1996 - Willie Davie, calciatore scozzese (n. 1925)
- 1996 - Charles Mersch, pallanuotista lussemburghese (n. 1908)
- 1996 - Renzo Merusi, attore e regista italiano (n. 1914)
- 1996 - Novello Pallanti, politico e sindacalista italiano (n. 1928)
- 1996 - Ottavio Spadaro, regista, sceneggiatore e direttore artistico italiano (n. 1922)
- 1996 - Jamie Uys, regista sudafricano (n. 1921)
- 1997 - Maria Alessi Catalano, politica italiana (n. 1915)
- 1997 - Teodomiro Leite de Vasconcelos, giornalista e scrittore portoghese (n. 1944)
- 1997 - Daniel P. Mannix, scrittore statunitense (n. 1911)
- 1997 - Osvaldo Soriano, giornalista e scrittore argentino (n. 1943)
- 1997 - Carlo Zampighi, tenore italiano (n. 1927)
- 1998 - Joseph Alioto, politico statunitense (n. 1916)
- 1998 - Ugo Bologna, attore, doppiatore e militare italiano (n. 1917)
- 1998 - Giancarlo Cesaroni, produttore discografico e dirigente d'azienda italiano (n. 1933)
- 1998 - Rob Mulders, ciclista su strada olandese (n. 1967)
- 1999 - Willy Bandholz, pallamanista tedesco (n. 1912)
- 1999 - Raúl Emeal, calciatore argentino (n. 1916)
- 1999 - Giuseppe Ferrari, magistrato e giurista italiano (n. 1912)
- 1999 - Pietro Genduso, entomologo italiano (n. 1922)
- 1999 - Lili St. Cyr, modella e ballerina statunitense (n. 1918)
- 2000 - Licinio Filisetti, avvocato e attivista italiano (n. 1916)
- 2000 - Heinz Flotho, calciatore tedesco (n. 1915)
- 2000 - Antonio Hernández Palacios, fumettista spagnolo (n. 1921)
- 2000 - Hannes Schmidhauser, calciatore, attore e sceneggiatore svizzero (n. 1926)
- 2000 - Harry Thompson, allenatore di calcio e calciatore inglese (n. 1915)

## XXI secolo(146)
- 2001 - Frances Bible, mezzosoprano statunitense (n. 1919)
- 2001 - Jean Bruyas, giurista, storico e filosofo francese (n. 1917)
- 2001 - Pablo Hernán Gómez, calciatore argentino (n. 1977)
- 2002 - Richard Mervyn Hare, filosofo inglese (n. 1919)
- 2002 - Dick Lane, giocatore di football americano statunitense (n. 1927)
- 2002 - John Raymond McGann, vescovo cattolico statunitense (n. 1924)
- 2002 - Arrigo Morandi, politico e partigiano italiano (n. 1927)
- 2002 - Berto Pisano, compositore, direttore d'orchestra e arrangiatore italiano (n. 1928)
- 2002 - Harold Russell, attore e militare canadese (n. 1914)
- 2003 - Natalija Dudinskaja, ballerina sovietica (n. 1912)
- 2003 - Anthony Eisley, attore statunitense (n. 1925)
- 2003 - Leslie Fiedler, critico letterario e scrittore statunitense (n. 1917)
- 2003 - Harold Kelley, sociologo e psicologo statunitense (n. 1921)
- 2003 - Lee Yoo-hyung, allenatore di calcio e calciatore sudcoreano (n. 1911)
- 2003 - John Murphy, cestista statunitense (n. 1924)
- 2003 - Evgenija Sidorova, sciatrice alpina russa (n. 1930)
- 2003 - Carmelo Torres, giornalista e scrittore messicano (n. 1927)
- 2004 - Giuliano Baioni, critico letterario e germanista italiano (n. 1926)
- 2004 - Leonor Basseres, scrittrice, sceneggiatrice e insegnante brasiliana (n. 1926)
- 2004 - Janet Frame, scrittrice neozelandese (n. 1924)
- 2004 - Mary Margaret Kaye, scrittrice inglese (n. 1908)
- 2004 - Stojan Puc, scacchista sloveno (n. 1921)
- 2005 - Toni Berger, attore tedesco (n. 1921)
- 2005 - Ron Feinberg, attore statunitense (n. 1932)
- 2005 - Jean Hengen, arcivescovo cattolico lussemburghese (n. 1912)
- 2005 - Ephraim Kishon, scrittore, umorista e regista israeliano (n. 1924)
- 2005 - Enzo Rosignoli, calciatore italiano (n. 1926)
- 2006 - Nam June Paik, artista statunitense (n. 1932)
- 2006 - Rosario Lanza, politico italiano (n. 1912)
- 2006 - Lau Mulder, hockeista su prato olandese (n. 1927)
- 2006 - Enzo Sciacca, storico italiano (n. 1934)
- 2007 - José D'Elía, sindacalista e politico uruguaiano (n. 1916)
- 2007 - Nicholas Johnson, danzatore e attore inglese (n. 1947)
- 2008 - Gianna Baltaro, giornalista e scrittrice italiana (n. 1926)
- 2008 - Egidio Carenini, politico italiano (n. 1927)
- 2008 - Claudio Donati, storico italiano (n. 1950)
- 2008 - Claude Faraldo, attore, regista e sceneggiatore francese (n. 1936)
- 2008 - Melitus Mugabe Were, politico keniano (n. 1968)
- 2008 - Manuel Padilla Jr., attore statunitense (n. 1955)
- 2008 - Margaret Truman, soprano, scrittrice e socialite statunitense (n. 1924)
- 2009 - Jurij Avruckij, calciatore sovietico (n. 1944)
- 2009 - Hank Crawford, sassofonista, arrangiatore e compositore statunitense (n. 1934)
- 2009 - Maria Luisa Gatti Perer, storica dell'arte italiana (n. 1928)
- 2009 - Hélio Gracie, artista marziale brasiliano (n. 1913)
- 2009 - Willi Köchling, calciatore tedesco (n. 1924)
- 2009 - Moreno Martini, ostacolista italiano (n. 1935)
- 2009 - John Martyn, cantautore e chitarrista scozzese (n. 1948)
- 2009 - Heinrich Steiner, pittore e incisore tedesco (n. 1911)
- 2009 - François Villiers, regista e sceneggiatore francese (n. 1920)
- 2010 - Adriano Biasutti, politico italiano (n. 1941)
- 2010 - Tom Brookshier, giocatore di football americano statunitense (n. 1931)
- 2010 - Giovanni Prodi, matematico italiano (n. 1925)
- 2010 - Helen Talbot, attrice e modella statunitense (n. 1924)
- 2011 - Milton Babbitt, compositore e matematico statunitense (n. 1916)
- 2011 - José Llopis Corona, calciatore spagnolo (n. 1918)
- 2012 - Ilario Fioravanti, scultore, pittore e artista italiano (n. 1922)
- 2012 - François Migault, pilota automobilistico francese (n. 1944)
- 2012 - Alessandro Pratesi, diplomatista, paleografo e storico italiano (n. 1922)
- 2012 - John Rich, regista statunitense (n. 1925)
- 2012 - Oscar Luigi Scalfaro, politico e magistrato italiano (n. 1918)
- 2012 - Francesco Tabusso, pittore italiano (n. 1930)
- 2012 - Tadeusz Ulatowski, cestista e allenatore di pallacanestro polacco (n. 1923)
- 2012 - Camilla Ella Williams, soprano statunitense (n. 1919)
- 2013 - Pietro Buffone, politico italiano (n. 1918)
- 2013 - Anselm Hollo, poeta e traduttore finlandese (n. 1934)
- 2013 - Garrett Lewis, scenografo statunitense (n. 1935)
- 2013 - Lawrence Butch Morris, cornista, compositore e direttore d'orchestra statunitense (n. 1947)
- 2013 - Giuseppe Vitale, politico italiano (n. 1923)
- 2014 - François Cavanna, scrittore e disegnatore francese (n. 1923)
- 2014 - Iela Mari, disegnatrice e scrittrice italiana (n. 1931)
- 2014 - Theodore Millon, psicologo statunitense (n. 1928)
- 2014 - Aïché Nana, ballerina e attrice turca (n. 1936)
- 2014 - Vytautas Norkus, cestista lituano (n. 1921)
- 2014 - Francesco Pintus, magistrato e politico italiano (n. 1929)
- 2015 - Fernando Alloni, pattinatore di velocità su ghiaccio italiano (n. 1925)
- 2015 - Maurizio Arcieri, cantante, attore e compositore italiano (n. 1942)
- 2015 - Amparo Baró, attrice spagnola (n. 1937)
- 2015 - Colleen McCullough, scrittrice e neurologa australiana (n. 1937)
- 2015 - Rod McKuen, poeta, cantautore e compositore statunitense (n. 1933)
- 2015 - Battista Mondin, filosofo e teologo italiano (n. 1926)
- 2015 - Ole Sørensen, calciatore danese (n. 1937)
- 2015 - Kono Taeko, scrittrice giapponese (n. 1926)
- 2015 - Carla Tichatscheck, pattinatrice artistica su ghiaccio italiana (n. 1941)
- 2016 - Antonio Carcarino, politico italiano (n. 1946)
- 2016 - Jean-Marie Doré, politico guineano (n. 1938)
- 2016 - Philip J. Rock, politico statunitense (n. 1937)
- 2016 - Jacques Rivette, regista e critico cinematografico francese (n. 1928)
- 2016 - Dave Thomson, calciatore scozzese (n. 1938)
- 2016 - Rocco Zito, mafioso italiano (n. 1928)
- 2017 - Oscar Bolaño, calciatore colombiano (n. 1951)
- 2017 - Willy Fossli, calciatore norvegese (n. 1931)
- 2017 - Boris Nikolov, pugile bulgaro (n. 1929)
- 2017 - Vito Olivetti, partigiano italiano (n. 1925)
- 2017 - Olav Smidsrød, biochimico norvegese (n. 1936)
- 2018 - Franco Baribbi, imprenditore e dirigente sportivo italiano (n. 1942)
- 2018 - Ion Ciubuc, politico moldavo (n. 1943)
- 2018 - Vic Keeble, calciatore inglese (n. 1930)
- 2018 - Francisco Núñez Olivera, supercentenario spagnolo (n. 1904)
- 2018 - Stewart Sutherland, filosofo scozzese (n. 1941)
- 2019 - Elaine Bonazzi, mezzosoprano statunitense (n. 1936)
- 2019 - James Ingram, cantante e compositore statunitense (n. 1952)
- 2019 - Gerri Lawlor, attrice e doppiatrice statunitense (n. 1969)
- 2019 - Egisto Pandolfini, calciatore e allenatore di calcio italiano (n. 1926)
- 2019 - Rodolfo Vitone, artista italiano (n. 1927)
- 2020 - Mike Dancis, cestista lettone (n. 1939)
- 2020 - Blagoja Georgievski, cestista jugoslavo (n. 1950)
- 2020 - Antonino Riccardo Luciani, musicista, direttore d'orchestra e compositore italiano (n. 1931)
- 2020 - Keith Nelson, calciatore neozelandese (n. 1947)
- 2020 - Qasim al-Raymi, terrorista yemenita (n. 1978)
- 2021 - John Chaney, allenatore di pallacanestro statunitense (n. 1932)
- 2021 - Eddie Connachan, calciatore scozzese (n. 1935)
- 2021 - Mary Anne Marchino, nuotatrice statunitense (n. 1938)
- 2021 - Alberto Neuman, pianista e compositore argentino (n. 1933)
- 2021 - Merritt Ruhlen, etnologo e linguista statunitense (n. 1944)
- 2021 - Tonino Sicoli, critico d'arte e giornalista italiano (n. 1948)
- 2021 - Hilton Valentine, chitarrista britannico (n. 1943)
- 2021 - Lai Xiaomin, economista e dirigente d'azienda cinese (n. 1962)
- 2022 - Howard Hesseman, attore statunitense (n. 1940)
- 2022 - Enrico Olivieri, attore italiano (n. 1939)
- 2022 - Bernard Quilfen, ciclista su strada e dirigente sportivo francese (n. 1949)
- 2022 - Rajgopalan Rajamohan, astronomo indiano
- 2023 - Vito Chimenti, calciatore italiano (n. 1953)
- 2023 - Ludovico Di Meo, giornalista, autore televisivo e dirigente d'azienda italiano (n. 1959)
- 2023 - Ross Gillespie, hockeista su prato e allenatore di hockey su prato neozelandese (n. 1935)
- 2023 - Warren Kirkendale, musicologo canadese (n. 1932)
- 2023 - Krister Kristensson, calciatore svedese (n. 1942)
- 2023 - Roberto Perrone, giornalista, scrittore e gastronomo italiano (n. 1957)
- 2023 - George R. Robertson, attore canadese (n. 1933)
- 2023 - Gabriel Tacchino, pianista francese (n. 1934)
- 2023 - Annie Wersching, attrice statunitense (n. 1977)
- 2023 - Abd al-Ilah bin Sa'ud Al Sa'ud, principe, politico e diplomatico saudita (n. 1941)
- 2024 - Hinako Ashihara, fumettista giapponese (n. 1974)
- 2024 - Tony Cedras, musicista e polistrumentista sudafricano (n. 1952)
- 2024 - Jim Coshow, cestista statunitense (n. 1935)
- 2024 - Delio Lucarelli, vescovo cattolico italiano (n. 1939)
- 2024 - Jandira Martini, attrice, sceneggiatrice e drammaturga brasiliana (n. 1945)
- 2024 - Sandra Milo, attrice e conduttrice televisiva italiana (n. 1933)
- 2024 - Ally Shewan, calciatore scozzese (n. 1940)
- 2024 - Franco Tozzi, cantante italiano (n. 1944)
- 2025 - Benito Davanzati, calciatore italiano (n. 1936)
- 2025 - Denis Devaux, calciatore francese (n. 1939)
- 2025 - Egon Håkanson, cestista svedese (n. 1940)
- 2025 - Vadim Naumov, pattinatore artistico su ghiaccio russo (n. 1969)
- 2025 - Inna Voljanskaja, pattinatrice artistica su ghiaccio sovietica (n. 1965)
- 2025 - Richard Williamson, vescovo britannico (n. 1940)
- 2025 - Evgenija Šiškova, pattinatrice artistica su ghiaccio sovietica (n. 1972)